# Diaphone (bướm đêm)
Diaphone là một chi bướm đêm thuộc họ Noctuidae.

## Loài
- Diaphone delamarei Viette, 1962
- Diaphone eumela (Stoll, [1782])
- Diaphone lampra Karsch, 1894
- Diaphone niveiplaga Carcasson, 1965
- Diaphone rungsi Laporte, 1973